# Saragossa (bướm đêm)
Saragossa là một chi bướm đêm thuộc họ Noctuidae.

## Loài
- Saragossa bergi (Kuznezov, 1908)
- Saragossa demotica (Püngeler, 1902)
- Saragossa incerta (Staudinger, 1896)
- Saragossa porosa (Eversmann, 1854)
- Saragossa seeboldi Staudinger, 1900
- Saragossa siccanorum (Staudinger, 1870)
- Saragossa uralica Hacker & Fibiger, 2002